# 48737 Кусінато
48737 Кусінато (48737 Cusinato) — астероїд головного поясу, відкритий 8 березня 1997 року.
Тіссеранів параметр щодо Юпітера — 3,537.